# The World and the Woman
The World and the Woman é um filme mudo estadunidense de 1916, do gênero drama, dirigido por Frank Lloyd e Eugene Moore, e estrelado por Jeanne Eagels como uma prostituta que busca uma segunda chance na cidade. O roteiro de Philip Lonergan e William C. deMille foi baseado na peça teatral homônima de 1914, de Hubert Henry Davies.
A história de Hubert Henry Davies foi transformada em filme em 1917 como "Outcast", com Ann Murdock; depois como "Outcast" (1922), estrelado por Elsie Ferguson, a mesma atriz que interpretou o papel principal nos palcos da Broadway. A história foi adaptada novamente em 1928, também como "Outcast", dessa vez estrelada por Corinne Griffith. A peça teatral também foi a base para "The Girl from 10th Avenue" (1935), primeiro filme sonoro feito a partir desse mesmo roteiro. Foi estrelado por Bette Davis e lançado pela Warner Bros.
O filme está disponível em DVD e on-line.

## Sinopse
Mary (Jeanne Eagels), uma prostituta, é contratada por Harry Bradley (Boyd Marshall) para fingir ser uma empregada doméstica em seu chalé em Adirondack, mas as ações de Harry eventualmente a forçam a buscar refúgio com uma das famílias locais que passaram a amar e admirá-la. Quando a filha de Jim Rollins (Wayne Arey), Sunny (Ethelmary Oakland), cai da escada em uma festa, o médico diz que ela não sobreviverá. Mary, em busca de conforto, começa a praticar sua fé e, por meio de seus poderes, manifestados na forma de uma visão beatífica, tenta fazer com que o estado de saúde de Sunny melhore.

## Elenco
- Jeanne Eagels como Mary
- Boyd Marshall como Harry Bradley
- Thomas A. Curran como James Palmer
- Grace DeCarlton como Sra. Rollins
- Wayne Arey como Jim Rollins
- Carey L. Hastings como Anna Graham
- Ethelmary Oakland como Sunny